# Ilu
Az ilu (akkád: „isten”) mint mezopotámiai lélekfogalom egy fajta szellemi képességet jelent, aminek minden bizonnyal isteni eredete van. Az ilánú („akinek ilu-ja van”) a görög eudaimón – „jó daimón(-ja van)” – kifejezéssel rokonítható, azaz szerencsés, a jószerencse vezeti. Az ilunak, mint hímnemű kifejezésnek nőnemű párja az istaru („istennő”) lélekfogalom. A mezopotámiai vallás másik két lélekfogalma a sédu és a lamasszu.
Ebből a kifejezésből származnak a héber Eloah (אלוה), az arámi Elah vagy a szír Alaha szavak, valamint Allah neve is.